# Холуйца
Холуйца — река в Усвятском районе Псковской области и частично (верховье) в Велижском районе Смоленской области, левый приток реки Усвяча (бассейн Западной Двины).
Длина реки составляет около 31 км. Исток реки находится в болотистой местности (Логуновский Мох) в Смоленской области, в районе ж.д. станции Полонея (верховье Холуйцы называется Полынейка) и нежилой деревни Логуны (к юго-западу от деревни Логово). Течёт сперва на северо-восток и север, вдоль границы с Псковской областью, вступив на которую, продолжает течение на север в Усвятском районе (по границе с Куньинским районом, затем в самом Куньинском районе Псковской области), протекая через озеро Немыкля, затем меняет направление с северного на западное и, вступив вновь в Усвятский район, впадает в реку Усвяча у деревни Заголодье.
Прибрежная деревня: Заголодье в составе Церковищенской волости Усвятского района.

## Топографические карты
- Лист карты N-36-I. Масштаб: 1 : 200 000. Указать дату выпуска/состояния местности.
- Лист карты N-36-II. Масштаб: 1 : 200 000. Указать дату выпуска/состояния местности.
- Лист карты N-36-2 Усвяты. Масштаб: 1 : 100 000. Состояние местности на 1981 год. Издание 1984 г.
- Лист карты N-36-3 Усмынь. Масштаб: 1 : 100 000. Состояние местности на 1980 год. Издание 1984 г.